# Eduardo Bertrán
Eduardo Bertrán Sepúlveda (Santiago, 25 de agosto de 1978), también conocido bajo los seudónimos de Edo, es un cineasta (director, guionista, productor y montajista) y creativo chileno. Ha dirigido cuatro largometrajes documentales; Sudamerican Rockers (2002), 80s: El soundtrack de una generación (2006), Sinergia: Yo soy así (2009) y 33 (2011). Además de múltiples videos musicales de artistas nacionales y extranjeros. 
Sus diferentes trabajos —publicidad, cine, guión, radio y televisión—, se caracterizan por el uso del humor y la ironía, utilizando segundas lecturas ácidas y criticas del mundo actual. Entre sus logros profesionales, se encuentran la nominación a un Premio MTVen 2002 y haber sido director de archivo de la película No (2012), nominada en los Premios Óscar a mejor película extranjera, así como premios publicitarios internacionales tales como los Effie Awards 
Es fundador de la agencia de comunicaciones Simplicity, primera Empresa B de la categoría, creada en Chile, con presencia en EEUU y latinoamérica, donde es director creativo. 

## Primeros años y formación
Eduardo Bertrán Sepúlveda nació el 25 de agosto de 1978 en Santiago de Chile, hijo del destacado director de televisión Gonzalo Bertrán Martínez-Conde y Marisa Sepúlveda Urzúa. Cursó la enseñanza básica y media en el Colegio San Francisco de Asís y posteriormente estudió Comunicación audiovisual en el instituto Duoc UC, entre 1998 y 2001.

## Carrera

### Inicios
En 1999 fundó, junto a otras personas, la casa productora Sobras Producciones, en la que trabajó colectivamente hasta su salida en 2006. Ahí también se desempeñó como redactor de su sitio web Sobras.com, de la distribución de los largometrajes La Comunidad y 800 balas en Chile (presentadas por su director Álex de la Iglesia), y de la dirección artística de las primeras ediciones del festival cinematográfico Santiago Sobras Film Festival.

### Años 2000
En 2002 estrenó su primera película documental, Sudamerican Rockers, que también fue su proyecto de tesis para la universidad. Meses después, dirigió el formato DVD del álbum Sesión Futura de la banda chilena Lucybell, e incursionó en el área del videoclip con Mujer Robusta de Sinergia. Este último recibió una nominación a un Premio MTV.
En 2003, a través de Universal Music Group, publicó el álbum homónimo de la agrupación chilena Tiro al Aire, en donde Bertrán era el baterista.
En 2004 fue parte del equipo de escritores de los Premios MTV Latinoamérica, donde dirigió y protagonizó junto a Nicolás López, Piloto MTV, para toda Latinoamérica. Realizó y dirigió el programa documental de viajes La Ruta Quetzal en Canal 13, múltiples comerciales y videos musicales siendo destacados dos de ellos como uno de los 100 mejores de la década según MTVLA.
En 2006, tras abandonar Sobras Producciones, forma su propia agencia creativa de producción audiovisual.
En octubre de 2006, luego de cinco años de producción, estrenó el largometraje documental 80s: El soundtrack de una generación, que relata desde una mirada personal, la influencias que tuvo la música nacional en el Chile de los años 1980, el cual cumplía una década de dictadura militar. Simultáneamente, estrenó en Vía X su primer programa de televisión, El show del EDO, dedicado a reportajes y documentales de corta duración sobre problemáticas sociales y tradiciones de Chile, y expuestas a través de la ironía y el humor absurdo. Durante ese tiempo, colaboró junto a Coca Gómez en la creación de ideas para la teleserie Vivir con 10, estrenada al año siguiente por Chilevisión.
En 2007 publicó columnas en los semanarios The Clinic, Economía y Negocios, y en el suplemento juvenil Zona de contacto.
En noviembre de 2008 estrenó una continuación de El show del EDO, titulada Exijo una explicación. El programa se estrenó en Televisión Nacional de Chile, y continuo emitiéndose hasta marzo del año siguiente. Más tarde, lanzó un nuevo disco junto a su banda Tiro Al Aire.
En 2009, estrenó el largometraje documental Yo soy así, de la banda Sinergia. En marzo de ese mismo año, comenzó a trabajar como director creativo en la sucursal chilena de Hill & Knowlton Strategies, desempeñándose en agencia, publicidad, marketing y redes sociales. Además, realizó más de diez videoclips y múltiples videos de comunicación estratégica.

### Años 2010
Entre febrero y marzo de 2010 se encargó de presentar el programa solidario alternativo a la emisión de televisión, Chile ayuda a Chile, en ayuda a las victimas del terremoto ocurrido el 27 de febrero. Ese mismo año se encargó de dirigir el registro histórico —y oficial— de la operación San Lorenzo del rescate de la mina San José. Posteriormente lo transformó en una película documental titulada 33, y se estrenó en enero de 2011.
Entre 2011 y 2012, junto a Fabrizio Copano, condujo el programa La Súper Carretera en Radio Horizonte. Durante ese tiempo, se encargó de la dirección de archivos de la película No, estrenada en mayo de 2012 y nominada al Premio de la Academia como Mejor película extranjera.
A partir de octubre de 2012, se desempeña como socio, director de marketing y publicista corporativo en la agencia creativa de publicidad y comunicaciones Simplicity. Desde entonces, ha trabajado para empresas como Clínica Las Condes, ANFP o Grupo Patio, realizando también campañas de bien social como «Ojos que ven» (intervención fotográfica por la inclusión de los niños con síndrome de down) y «HDP, hora de parar» (campaña para crear conciencia sobre los niveles de violencia en redes sociales).
El 19 de septiembre de 2019 se publicó un "homenaje digital" a la trayectoria de Eduardo Bertrán en la red social Twitter. En el video aparecen algunas imágenes de la trayectoria del guionista y sus proyectos.

## Cine
- No (película): Director de archivo
- "33, el rescate": Director.
- Yo soy así... una historia de rock Chileno: Director / Productor Ejecutivo
- Padre Nuestro: actor
- Sudamerican Rockers: director
- 80's El Soundtrack De Una Generación: productor ejecutivo - actor - Director
- Se arrienda: actor
- Promedio rojo: actor (Marcos)

## Televisión

### TV / Web shows
- El late (CHV): Editor de contenidos
- El club de la comedia (Chile) (CHV): Editor de contenidos
- Tonka Tanka (Canal 13): Director conductor cápsulas "Preguntas mundiales".
- Hora 25 (TVN): Director - conductor segmento "fanáticos".
- Exijo una explicación (TVN): conductor - director - productor ejecutivo - guionista
- Tolerancia cero (CHV)): Director cápsulas Fernando Villegas en terreno
- Vivir con 10 (CHV): screenplay
- La ruta Quetzal BBVA 2004 (UCTV): director
- El show del EDO (Vía X): director - Productor Ejecutivo - Conductor
- Los Premios MTV Latinoamérica (MTV Networks): guion
- Piloto MTV (MTV Networks): productor ejecutivo - Guion - Conducción
- XLIII Festival Internacional de la Canción de Viña del Mar (UCTV): dirección pantalla gigante

### Publicidad
- Adidas: All In Chile (Lolapalooza / Maratón): Director ****
- Radio Horizonte: Lollapalooza 2012, Director
- Heineken (Digital): Starfinal Hong Kong
- Campaña promocional e intervenciones turismo en Aysén: creativo - director
- Campaña comunicacional Metrotren: director - creativo
- Comunicaciones internas Almacenes Paris: director
- Comunicaciones internas Movistar / Telefónica: director
- Canción de Lejos - Los Bunkers: director
- Canada Dry Limón Soda - Verano: director
- Canada Dry Limón Soda - PSU: director

## Videografía
- El Modesto - Sinergia: Director
- No No No - McBilleta: Director
- Hoy me hice la mañana - Los Tres: director
- Mucho amor - Sinergia: director
- Yo creí que quería conmigo - Sinergia: director
- Me gusta me gusta - Sinergia: director
- La verdad - los Humberstones: director
- Anormal - Los Humberstones: director
- No se en que gastar mi dinero - Sinergia: director
- Qué Es Lo Que Está Pasando - Inspector Fernández: director**
- Hágalo Bien - Sinergia: director
- Niños Araña - Sinergia: director
- El final - Los Humberstones: director
- Jefe - Sinergia: director
- Sobrenatural - Casino: director
- Bajo Control - Casino: director
- Todos Me Deben Plata - Sinergia: director
- En Tus Manos - Casino: director
- Amor Alternativo - Sinergia: director
- Me Escape - Tiro Al Aire: director***
- Chilerobot - Sinergia: director*
- Te Quiero Ver Muerta - Tiro Al Aire: director*
- Concurso - Sinergia: director*
- Traigo El Aguante 2002 - Santo Barrio: director*
- Toma Lo Que Quieras - Claudio Quiñones: director*
- Mujer Robusta - Sinergia: director*
- Cada Día - Subradical: director
- Rápido - Subradical: director

(*: junto a Nicolas López) (**: junto a Piero Medone) (***: junto a Pablo Giadach) (****:junto a Rolando Santana)

## Otros
- Hill and Knowlton Strategies: Director creativo
- Random media: Socio, Director
- Taller experimental de video: docente
- SFF, festival de cine independiente de Santiago 1, 2 y 3: director general
- Lanzamiento película La Comunidad / distribución: productor
- Álex de la Iglesia presenta (en Chile): productor
- Embajador para Chile: Heineken - Adidas